# 槌田敦
槌田 敦（つちだ あつし、1933年5月17日 - ）は、日本の物理学者、環境経済学者。
東京生まれ。東京都立大学 (1949-2011)理学部化学科卒。東京大学大学院物理課程中途退学、助手を経て理化学研究所研究員。1966年東京大学理学博士。名城大学経済学部教授、高千穂大学非常勤講師定年退職。父が化学者槌田龍太郎, 弟に槌田劭 がいる。

## 略歴
環境問題を開放系熱力学により分析する「槌田エントロピー理論」を掲げ､独自の立場からエネルギー問題や廃棄物・リサイクル問題に取り組む。1970年代初頭から、反核・反原発を主張し､核融合技術の開発にも反対している。
反原発を主唱するその政治的哲学から「人類の排出した二酸化炭素により地球が温暖化している」という説に対して否定的な意見を持っており、「CO2温暖化脅威説は世紀の暴論」と二酸化炭素の上昇と気温上昇の相関関係をもとに、気温上昇が先であるとの因果関係を主張している（同様に反原発の立場から地球温暖化に対する懐疑論を主張する論者に広瀬隆らがいる）。
ただし、槌田の主張は、日本物理学会誌の話題欄に掲載されたものにすぎない 。
日本物理学会誌投稿規定に「原著論文を発表する場ではない」と明記されている通り、話題欄は査読済み論文を掲載する場ではない。
また、槌田は、日本気象学会誌にも論文を寄稿したが、査読者２名の双方から根拠不足を指摘されたが、うち１名から改定の機会を与えるべきとの意見があり、編集委員長の藤部文昭の判断により、改定後に採否を判断することとなった。
その後、２度の改定が行われたが、主要部分の改善が見られないため、査読者２名の双方から掲載には適さないとの意見があり、編集委員長の藤部はこの論文を採用できないと通知している。
これらの出来事を含めて、槌田らの主張は科学的に広く認められておらず、当該分野の専門家らによって反論を受けている。気候変動は専門外の日本物理学会誌に査読を通らないまま寄稿し、そこでも「詭弁」との批判を受けている。また槌田が批判しているIPCC第4次評価報告書にも、主要な結論に変更はない。詳しくは、地球温暖化に対する懐疑論を参照のこと。

## 裁判
東京大学や気候学者、日本気象学会を相手取り、3回にわたる民事訴訟を起こしている。

### 東京大学による名誉毀損・憲法違反との主張
東京大学の出版物『地球温暖化懐疑論批判』（脚注を参照）により、槌田の科学者としての名誉を毀損されたとして、東京大学およびその職員（研究者）2名を相手取り、2009年12月に東京地方裁判所に提訴した。この訴えに対し、東京大学側が答弁書で「地球温暖化問題は公共の利害に関する事項に関する論評で、人身攻撃などには当たらない」としたことを受け、「公共の利害を理由に一般人の論述を攻撃することは、表現の自由に対する国家権力の侵害であり、憲法第21条違反」として、槌田に対する反論の出版停止と元になった文書の配布（インターネットを含む）の差し止めを追加する請求趣旨変更をおこなった。さらに、一連の文書発表の関係者として東京大学総長だった小宮山宏・濱田純一および東北大学教授の明日香壽川の3人を被告に追加した。
東京地裁は、国立大学法人は表現の自由や学問の自由を享有するものと解するのが相当とし、被告側の公益性と真実性を認め、原告の請求を棄却した。
槌田は、控訴したが、後日、控訴を取り下げている。

### 日本気象学会による論文発表妨害との主張
自説の論文の掲載を拒否されたため「精神的苦痛を被った」とし、日本気象学会に損害賠償を求める訴訟を2009年に東京地方裁判所に提訴した。東京地裁は2010年3月、掲載しなかったのは「相応の科学的根拠に基づく」として請求を棄却。槌田側は東京高等裁判所に控訴したが、2010年8月に控訴審でも請求棄却となる。
槌田は、査読者からは当初から高いレベルの科学的論文としての評価を受けていたとも主張したが、高裁判決では、査読者の意見の一部分だけを捉えて都合よく解釈しているだけに過ぎないと一蹴している。
槌田は最高裁判所への上告および上告受理の申立ての手続きを取るも、最高裁は2010年12月に、上告理由が民事訴訟法に定める上告事由にも上告受理の申立てにも該当しないとして棄却し、敗訴が確定した。
槌田は前の訴訟に続く論文の掲載を拒否されたことにつき、査読者1名を変更の上で掲載する方向での審査再開（およびその仮執行宣言）と損害賠償を求めて、2011年2月に気象学会および機関誌の編集委員長を相手取り、東京地裁に新たな訴訟を起こした。これに対して東京地裁は2011年9月、「団体の内部関係にかかわる事項は団体の自治権を尊重し、学会で自治的・自主的に解決」すべきであり、裁判所が実体的な審理判断すべき対象ではないとして請求を棄却した。槌田は「控訴状を書く時間的余裕もない」ことを理由に控訴せず、判決が確定した。

## 研究テーマ
1976年ころから資源物理学を提唱し、資源の条件を地球のエネルギー収支から求め、生物生存の上限を規定している。
しかし、日本物理学会誌投稿規定によれば、日本物理学会誌への投稿は査読対象となっていない。
この論文が掲載された談話室欄も、会員にとって興味ある話題，研究・教育に関するちょっとした事柄，随筆，シニアな先生から若手へのアドバイス，会員の動静などを掲載欄とされており、査読済み論文を掲載する場とはされていない。
「石油と原子力に未来はあるか 資源物理の考えかた」などで定常開放系の考え方を提示し、その後、開放系の熱学に基づく研究および文明論はライフワークとなっている。

## 著書
- 『石油と原子力に未来はあるか 資源物理の考えかた』亜紀書房、1978年2月。ASIN B000J8RD94。 増補版 1987年: ISBN 4750587079
- 『エネルギー 未来への透視図』日本書籍、1980年2月。ASIN B000J8AW7Y。
- 『石油文明の次は何か』農山漁村文化協会、1981年5月。ISBN 4540820559。  人間選書 (61) 1991年: ISBN 4540810049
- 『資源物理学入門 (NHKブックス)』日本放送出版協会、1982年1月。ISBN 4140014237。
- 『エントロピーとエコロジー 「生命」と「生き方」を問う科学』ダイヤモンド社、1986年7月。ISBN 4478870012。
- 『勝つための「反原発運動」入門 脱原発派におけるテキスト』光雲社、1988年12月。ISBN 4795272840。
- 『環境保護運動はどこが間違っているのか?』宝島社、1992年6月。ISBN 4796603786。 増補・改訂新版 1999年: ISBN 4796614850 宝島社新書 2007年: ISBN 4796658939
- 『原発安楽死のすすめ』学陽書房、1992年4月。ISBN 4313810714。
- 『熱学外論 生命・環境を含む開放系の熱理論』朝倉書店、1992年10月。ISBN 4254130619。
- 『エネルギーと環境　原発安楽死のすすめ』学陽書房、1993年4月。ISBN 4313810757。
- 『エコロジー神話の功罪 サルとして感じ、人として歩め』ほたる出版、1997年12月。ISBN 4795238529。
- 『新石油文明論 砂漠化と寒冷化で終わるのか』農山漁村文化協会、2002年7月。ISBN 4540011405。
- 『CO2温暖化説は間違っている (誰も言わない環境論 1)』ほたる出版、2006年2月。ISBN 4434074105。
- 『弱者のための「エントロピー経済学」入門 (誰も言わない環境論 2)』ほたる出版、2007年9月。ISBN 4434109502。
- 『「地球生態学」で暮らそう (誰も言わない環境論 3)』ほたる出版、2009年10月。ISBN 4434136577。
- 『原子力に未来はなかった』亜紀書房、2011年5月。ISBN 4750511102。

## 共編著
- 槌田龍太郎, 著、槌田敦, 槌田劭 編『化学者槌田龍太郎の意見』化学同人、1975年。ASIN B000JA1DBQ。ISBN 4759800026 POD版: ISBN 4759890068
- 藤田祐幸, 槌田敦, 村上 寛人(イラスト)『エントロピー (FOR BEGINNERSシリーズ イラスト版オリジナル 29)』現代書館、1985年2月。ISBN 4768400299。
- 別冊宝島編集部 編『地球環境読本 あるいは地球の病いについてあなたが間違って信じていること (別冊宝島 101)』宝島社、1989年10月。ISBN 4796691014。
- 玉野井芳郎 著、槌田敦、岸本重陳 編『生命系の経済に向けて (玉野井芳郎著作集)』学陽書房、1990年3月。ISBN 4313810625。 宝島SUGOI文庫 2008年: ISBN 9784796665780
- 小野周, 室田武, 槌田敦, 八木江里 編『熱学第二法則の展開』学陽書房、1990年9月。ISBN 4254130473。
- 『ごみで斬る―廃棄学と循環型社会からのアプローチ』社会思想社、1992年12月。ISBN 4390603566。
- 柴谷篤弘、槌田敦 編『エントロピーとエコロジー再考 生態系の循環回路』創樹社、1992年6月。
- 室田, 武、槌田, 敦、多辺田, 政弘 編『循環の経済学 持続可能な社会の条件』学陽書房、1995年4月。ISBN 4313814027。
- 帯津良一、槌田敦 編『気とエントロピー 医者と患者に役立つ東洋医学 (エコロジー対論シリーズ)』ほたる出版、1999年7月。ISBN 4795238561。
- 槌田敦, JCO臨界事故調査市民の会『東海村「臨界」事故 国内最大の原子力事故・その責任は核燃機構だ』高文研、2003年10月。ISBN 487498312X。
- 核開発に反対する会 編『隠して核武装する日本』影書房、2007年12月。ISBN 4877143769。

### 洋書
- Tsuchida, Atsushi (1999). “Ch. 16. Five conditions for sustainable living systems: from the physics of open systems to ecology and economics”. In Kozo Mayumi and John M. Gowdy. Bioeconomics and Sustainability: Essays in Honor of Nicholas Georgescu-Roegen. Cheltenham, UK: Edward Elgar. pp. 352-379. ISBN 1858986672 [18]

## 関連団体
たんぽぽ舎（反原発市民団体）